# Gabriel Leyva Velázquez, Sinaloa
Gabriel Leyva Velázquez är en ort i Mexiko.   Den ligger i kommunen Sinaloa och delstaten Sinaloa, i den västra delen av landet, 1 200 km nordväst om huvudstaden Mexico City. Gabriel Leyva Velázquez ligger 45 meter över havet och antalet invånare är 2 529.
Terrängen runt Gabriel Leyva Velázquez är platt, och sluttar söderut. Runt Gabriel Leyva Velázquez är det ganska tätbefolkat, med 100 invånare per kvadratkilometer. Närmaste större samhälle är Leyva Solano, 16,1 km sydväst om Gabriel Leyva Velázquez. Trakten runt Gabriel Leyva Velázquez består till största delen av jordbruksmark.